# Ormsbók

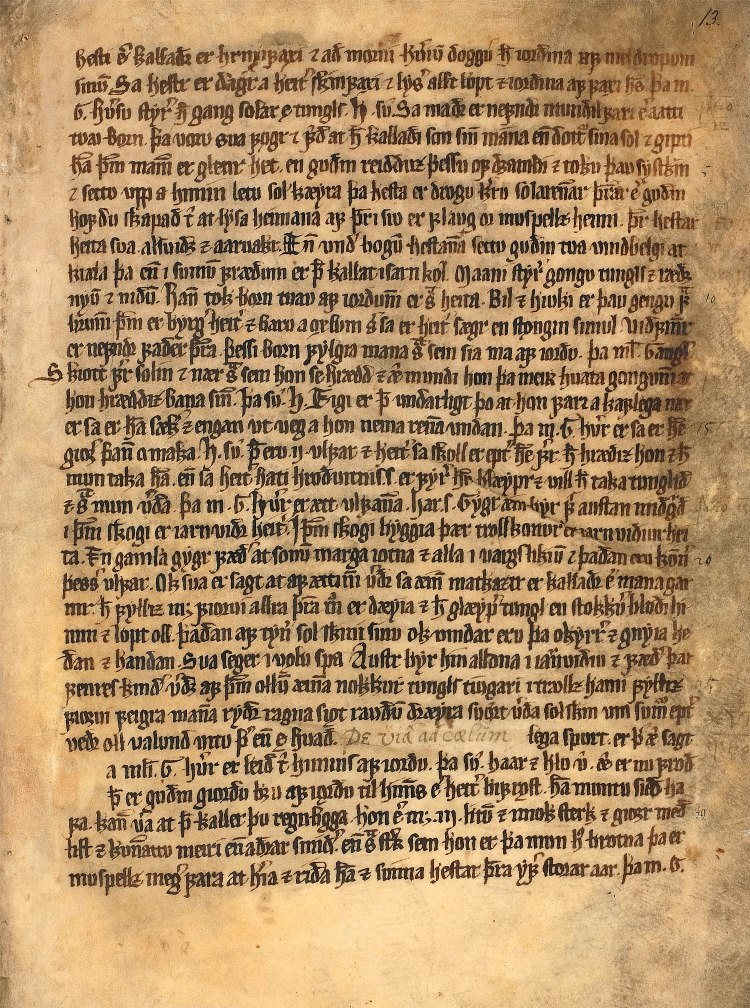
Codex Wormianus AM 242 fol.

Ormsbók (El libro de Orm), también llamado Codex Wormianus, fue un manuscrito medieval de mediados del siglo XIV que hoy se considera perdido. La única copia conocida se quemó en el incendio de Estocolmo del 7 de mayo de 1697 y contenía principalmente Riddarasögur, dos trabajos pseudo-históricos la Trójumanna saga y Breta sögur. El códice es también conocido por contener la Edda prosaica de Snorri Sturluson y algún material poético, así como el Primer tratado gramatical. Es el único manuscrito que contiene preservado íntegramente la Rígsþula.
No obstante, han sobrevivido algunas secciones que fueron copiadas por Jón Vigfússon y usado como texto de estudio por lexicografistas suecos durante el siglo XVII, actualmente conservado en el Instituto Árni Magnússon y catalogada como AM 242 fol. Ormsbók recibió el nombre en honor al erúdito danés Ole Worm.